# Lisburn and Castlereagh
Lisburn and Castlereagh (irisch Ceantar Lios na gCearrbhach agus an Chaisleáin Riabhaigh) ist ein District in Nordirland. Er wurde am 1. April 2015 aus der Stadt Lisburn und dem Borough Castlereagh gebildet, allerdings unter Ausschluss der Orte Ballyhanwood (teilweise), Belvoir, Colin Glen, Cregagh, Downshire, Dunmurry Village, Edenderry, Galwally, Glencregagh, Hillfoot, Kilwee, Lagmore, Lisnasharragh, Lower Braniel, Merok, Minnowburn, Poleglass, Twinbrook, Tullycarnet, Upper Braniel und Wynchurch. Diese Gemeinden wurden zum District Belfast geschlagen. Verwaltet wird er durch das Lisburn and Castlereagh District Council.

## Lage
Der neue District enthält etliche Vorstädte von Belfast und hat 93.056 Stimmberechtigte. Der Name wurde am 17. September 2008 festgelegt.

## Verwaltung
Das Lisburn and Castlereagh District Council ersetzte das Lisburn City Council und das Castlereagh Borough Council. Die ersten Wahlen für das District Council sollten eigentlich im Mai 2009 stattfinden, aber am 25. April 2008 verkündete Shaun Woodward, Minister für Nordirland, dass die Wahlen auf 2011 verschoben seien. Die ersten Wahlen fanden dann tatsächlich am 22. Mai 2014 statt.